# 阿哥拉

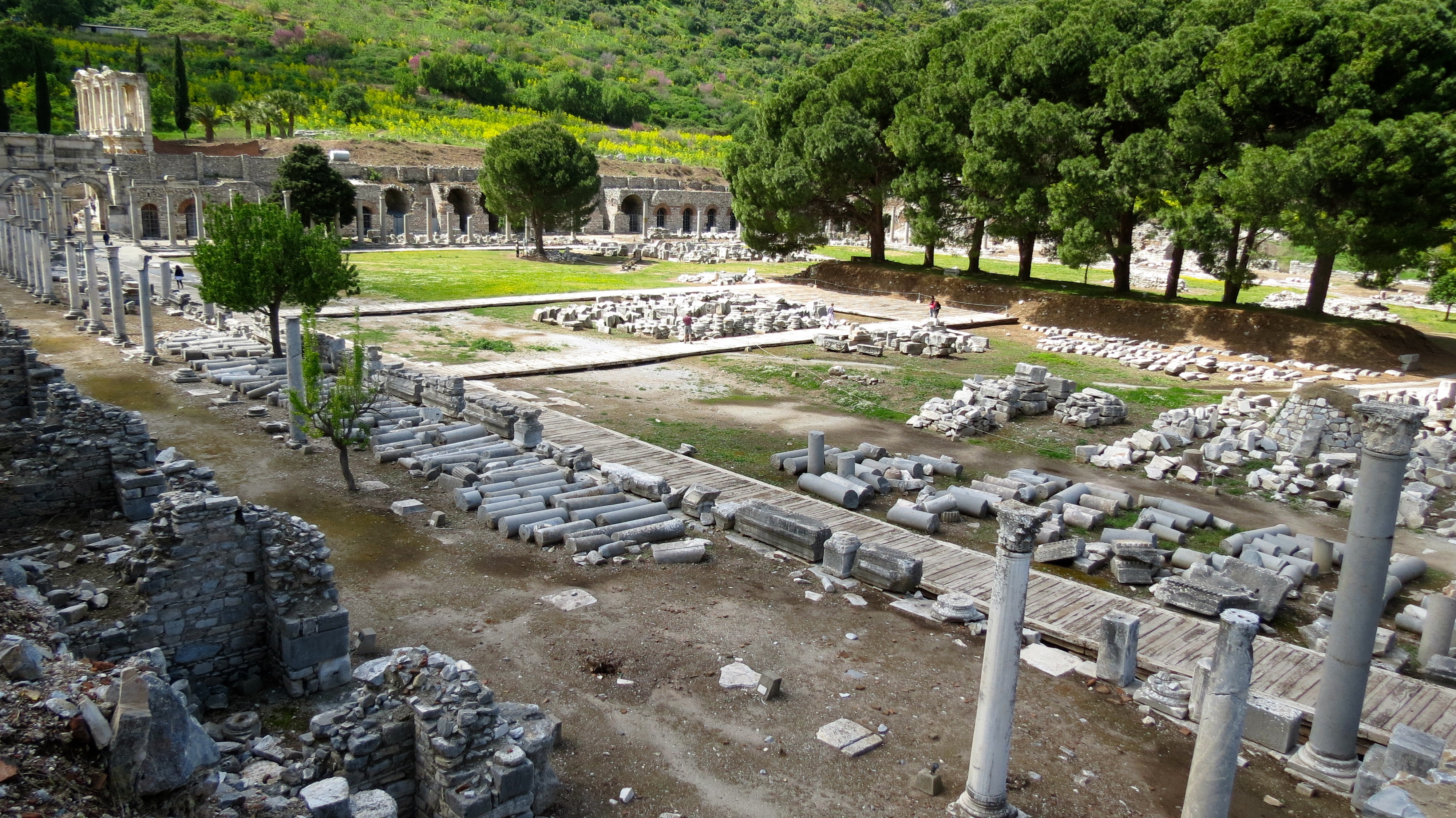
以弗所的阿哥拉遺址

阿哥拉（古希臘語：ἀγορά）是古希臘城市中心的節日、集會和集市所在地。 因此，它是一個重要的社會機構，也是希臘城邦的一個特徵。 作為一個中心禮拜場所，它是許多宗教節日的舉辦地，其中包含對共同身份的發展至關重要的體育和音樂Agon活動。 作為人民和法院集會的場所，它在社區有序共處方面扮演了關鍵的角色。 在荷馬史詩中，沒有集市是缺乏律法秩序的象徵。
古雅典阿哥拉為代表範例之一。